# Гражданская война в Камбодже
Гражданская война в Камбодже (кхмер. សង្គ្រាមស៊ីវិលកម្ពុជា Sângkréam Sivĭl Kâmpŭchéa) — военно-политический конфликт в Камбодже в 1967—1975 годы. На первых этапах разворачивался между коммунистическими партизанами при активном содействии Северного Вьетнама и НФОЮВ и режимом главы государства Нородома Сианука. После переворота Лон Нола и установления проамериканского республиканского режима в 1970 году разворачивался между правительством страны, поддерживаемым США и Южным Вьетнамом, и поддерживавшимся Северным Вьетнамом Национальным единым фронтом Кампучии, в котором значительную роль играли партийные структуры и вооружённые формирования местных коммунистов. Итогом войны стало падение центрального правительства и приход к власти «красных кхмеров», провозгласивших курс на радикальное переустройство камбоджийского общества с опорой на маоистские концепции. Гражданская война в Камбодже, наряду с боевыми действиями в Лаосе и Южном Вьетнаме, считается частью Второй Индокитайской войны.

## Начало войны
В 1953 году Камбоджа получила независимость от Франции. Согласно Женевским соглашениям 1954 года, завершившим колониальную войну Франции в Индокитае, Камбоджа провозглашалась нейтральной страной. Правителем королевства стал принц Нородом Сианук, поначалу пользовавшийся большой популярностью среди населения. Сианук позиционировал себя как политик левого толка. Он был убеждён, что доминирующей силой в Юго-Восточной Азии в будущем окажется Китай. В 1965 году, после ряда пограничных инцидентов с участием вооружённых сил США в Южном Вьетнаме, Камбоджа разорвала дипломатические отношения с США.
В ходе развернувшейся в Южном Вьетнаме гражданской войны, в которую в дальнейшем активно вмешались США, камбоджийская территория активно использовалась партизанами НФОЮВ и подразделениями Северного Вьетнама. Президент США Линдон Джонсон запретил американским наземным подразделениям действовать на территории Камбоджи, так как это нарушало бы её формальный нейтралитет. Силы НФОЮВ и Северного Вьетнама, не связанные такими ограничениями, создали в восточных районах страны сеть базовых лагерей и складов, куда отступали после каждого серьёзного поражения в Южном Вьетнаме, чтобы в безопасности от действий противника восполнить потери и отдохнуть. В 1966 году принц Сианук заключил с Китаем, поддерживавшим Северный Вьетнам в войне, соглашение о присутствии северовьетнамских войск в Камбодже и использовании морского порта Сиануквиль для доставки им военных материалов, что являлось нарушением нейтралитета страны. Путь, по которому осуществлялось снабжение коммунистических сил через Камбоджу, получил название «тропа Сианука», по аналогии с более известной «тропой Хо Ши Мина». Северовьетнамцы создали на территории нейтральной Камбоджи крупные военные базы; в 1970 году вторгшиеся американо-южновьетнамские войска обнаружили на территории одной из таких баз 171 тонну боеприпасов, на территории другой — 326 тонн. Пребывание вьетнамских сил на территории страны повлекло массу проблем, одной из самых острых стал продовольственный вопрос: северовьетнамские войска массово скупали у камбоджийцев рис, предлагая цену намного выше правительственной. Это нанесло ощутимый удар по рисовому экспорту Камбоджи и по её экономике. В сельскую местность были отправлены солдаты, собиравшие рис под угрозой применения силы.
В 1967 году в провинции Баттамбанг, традиционном оплоте сопротивления властям, вспыхнуло крестьянское восстание, подавленное правительственными силами и мобилизованными на расправы чиновниками и горожанами. Восстание было использовано коммунистической партией Камбоджи, известной как «красные кхмеры», для развёртывания вооруженной борьбы против Сианука. В январе 1968 года коммунисты совершили первую военную акцию, в тот момент у них было всего 10 винтовок. Однако к концу 1968 года в Камбодже уже полным ходом шла гражданская война.
На раннем этапе войны боевые действия были малоинтенсивными и проходили без вмешательства США или Северного Вьетнама. Принц Сианук, ведя борьбу против коммунистических повстанцев, начал менять свою внешнюю политику. В 1969 году Камбоджа восстановила дипломатические отношения с США. С марта того же года американская авиация тайно проводила бомбардировки базовых районов НФОЮВ и северовьетнамской армии на востоке Камбоджи (операция «Меню»). Это делалось с тайного или явного согласия Сианука. Однако бомбардировки затрагивали только те объекты, которые использовались коммунистическими силами, действовавшими в Южном Вьетнаме. В гражданскую войну в стране США по-прежнему не вмешивались.

## Эскалация войны
В марте 1970 года в Камбодже произошёл бескровный переворот, в результате которого принц Нородом Сианук оказался свергнут, а к власти пришёл его премьер-министр Лон Нол, отличавшийся решительными проамериканскими взглядами. Сианук после этого посетил Москву и Пекин, откуда открыто призвал своих теперь уже бывших противников свергнуть незаконное правительство. Тем временем Лон Нол, взяв власть в свои руки, сразу же распорядился закрыть порт Сиануквиль для доставки военных материалов коммунистам, и потребовал от северовьетнамских войск в течение 72 часов покинуть территорию страны.
Главным последствием заявления Лон Нола было то, что с этого момента война в Камбодже перестала быть внутренним делом страны, так как потеря камбоджийских баз серьёзно отразилась бы на проведении вьетнамскими коммунистическими силами операций в Южном Вьетнаме. Северовьетнамская армия не подчинилась ультиматуму, а вместо этого развернула широкомасштабное наступление против камбоджийских войск. Очень скоро угроза нависла над Пномпенем — столицей страны. Теперь под ударом оказались военно-политические интересы США в регионе. Военная победа северовьетнамских войск в Камбодже оказала бы крайне позитивный эффект на продолжающуюся Вьетнамскую войну, превратив всю страну в тыл НФОЮВ и Северного Вьетнама. В конце апреля 1970 года президент США Ричард Никсон после многочисленных консультаций с советниками принял решение о проведении наземной операции в Камбодже, целью которой стало бы уменьшение давления противника на правительственные силы Камбоджи, а также уничтожение базовых лагерей на востоке страны.
30 апреля и 1 мая 1970 года вооружённые силы США и Южного Вьетнама начали интервенцию в Камбоджу. Продвигаясь вглубь страны, они не встретили значительного сопротивления, так как основные силы северовьетнамской армии в это время вели боевые действия на западном фронте. Были обнаружены несколько крупных базовых лагерей. В ходе этой операции американская армия захватила самые крупные трофеи за время Вьетнамской войны. Однако вторжение вызвало всплеск активности антивоенного движения в США, что вынудило Никсона пообещать вывести войска из Камбоджи к 30 июня. Это и было сделано. Южновьетнамские войска продолжали операции здесь ещё несколько месяцев, причём оказали непосредственную поддержку правительственной армии (которая теперь носила название FANK — фр. Forces Armees Nationales Khemeres, Кхмерские национальные вооружённые силы) на поле боя.

## Ход войны
К середине 1970 года расстановка сил в Камбодже выглядела следующим образом. Антиправительственные коммунистические силы были формально объединены в Национальный единый фронт Кампучии (НЕФК, фр. Front Uni National du Kampuchea, FUNK), созданный на Национальном конгрессе Камбоджи в Пекине 3—4 мая 1970 года, Нородом Сианук возглавлял Королевское правительство национального единства Камбоджи (КПНЕК, фр. Government Royal d’Union Nationale du Kampuchea, GRUNK), находящееся в изгнании, хотя оно и не признавало за собой такого статуса, так как некоторые его представители находились в Камбодже на подконтрольных НЕФК территориях, именовавшихся «освобождёнными районами», и лично Сианук посещал такие районы, не испытывая никаких неудобств и связанных обычно с военной активностью противника проблем. В боевых действиях против правительственной армии на этой фазе войны участвовали вооружённые силы «красных кхмеров» при поддержке северовьетнамской армии. Находящийся у власти режим Лон Нола начал получать значительную военно-экономическую помощь от США. Американская авиация оказывала поддержку правительственной армии. Кроме того, южновьетнамская армия периодически возвращалась в Камбоджу и проводила военные операции совместно с национальной армией FANK, однако без особого успеха. Таким образом, в камбоджийской гражданской войне принимали участие вооружённые силы трёх иностранных государств.
В августе 1970 правительственная армия попыталась решительно переломить ход боевых действий, начав операцию «Ченла I», а через год, летом — осенью 1971 года, последовала «Ченла II». В обоих случаях пытаясь установить контроль над дорогой из Пномпеня на Кампонгсаом (совр. Сиануквиль). Обе операции закончились крайне неудачно, и после этого FANK в целом перешла к стратегической обороне, а война окончательно приняла затяжной характер. В 1971 года около 70 % территории страны контролировалось северовьетнамскими войсками и отрядами НЕФК. Боевые действия велись в основном за линии коммуникаций, по которым Пномпень снабжался продовольствием. К этому времени Пномпень находился практически на осадном положении, — с весны 1972 года город периодически подвергался артиллерийским обстрелам, которые приводили к гибели мирного населения. Режим Лон Нола приобретал всё более авторитарные черты: Лон Нол одновременно являлся президентом, премьер-министром и министром обороны. Параллельно с этим освобожденные территории постепенно попадали под контроль коммунистов. Социальная база коммунистов в 1970—1972 годах постоянно росла из-за политики, проводившейся в интересах безземельных и малоземельных крестьян.
В январе 1973 года было подписано Парижское соглашение, которое, как предполагалось, должно было завершить войну во Вьетнаме. В феврале заключили перемирие воюющие стороны в Лаосе. В конце января и начале февраля коммунисты осуществили масштабное наступление, по итогам которого правительственные войска были выбиты из основных рисопроизводящих районов. Кроме того, были перерезаны линии коммуникаций между Пномпенем и Баттамбангом, и столица оказалась в блокаде. Лон Нол объявил перемирие на всей территории страны, однако «красные кхмеры» продолжали боевые действия. Поскольку американская авиация более не использовалась в Южном Вьетнаме и Лаосе, теперь она могла оказывать камбоджийской армии гораздо более значимую поддержку. Следующие полгода были отмечены самыми ожесточёнными воздушными бомбардировками Камбоджи за всю войну, завершившимися по требованию Конгресса США 15 августа 1973 года. С марта по июль 1973 года на территорию Камбоджи было сброшено порядка 250 тыс. тонн бомб. В то же время Северный Вьетнам прекратил участие своих войск в боевых действиях, не в последнюю очередь из-за расхождений с «красными кхмерами» по политическим вопросам. Принц Сианук оставался уже сугубо номинальной фигурой в GRUNK, не обладая никакой реальной властью. Как он сказал в интервью итальянской журналистке Ориане Фаллачи, «…они [красные кхмеры] выжали из меня всё, что могли, а потом выплюнули, словно вишнёвую косточку». Удары американской авиации, стоившие огромных жертв и разрушений, в 1973 году спасли лонноловский режим. Попытка взять Пномпень со стороны коммунистов провалилась. В то же время красные кхмеры расширяли сферу своего влияния, которая к тому моменту охватывала уже две трети территории страны. Оставшиеся в живых после американских бомбардировок крестьяне массово вливались в ряды коммунистических частей. Таким образом, 1973 год стал переломным для хода войны. Кроме того, кхмерские коммунисты к этому моменту стали главной военно-политической силой, оттеснив на второй план, действовавшие параллельно им, другие формирования сопротивления.

## Падение Пномпеня
1 января 1975 года «красные кхмеры» начали своё финальное наступление, направленное на взятие Пномпеня. Они постепенно сужали кольцо вокруг города, лишая его остающихся линий снабжения. Город был наводнён беженцами и продолжал жить исключительно за счёт поставок продовольствия речными конвоями и самолётами ВВС США по воздуху. Уже было очевидно, что дни центрального правительства сочтены. 1 апреля Лон Нол ушёл в отставку. 12 апреля из Пномпеня был эвакуирован персонал посольства США (операция «Eagle Pull»), что оказалось прологом к эвакуации посольства в Сайгоне всего через две недели. Утром 17 апреля 1975 года столица Камбоджи — Пномпень — перешла под контроль вооружённых сил «красных кхмеров». Гражданская война в Камбодже завершилась, — страна стояла на пороге самых трагических событий своей новейшей истории.

## Последствия войны
Американские воздушные бомбардировки (особенно удары стратегических бомбардировщиков B-52) нанесли тяжёлый ущерб природе Камбоджи. Боевые действия превратили более 2 миллионов людей в беженцев и нанесли огромный урон экономике страны: 80 % промышленных мощностей разрушено, 40 % дорог и 30 % мостов уничтожено.

## В культуре
- Действие начала фильма 1984 года «Поля смерти» происходит во время гражданской войны в Камбодже.
- Фильм "Выхода нет" 2015 года имеет отсылки к внешнему образу мятежников и их идеологии -  шарфы на шеях мятежников и ненависть к иностранцам.